# Niszczyciele rakietowe typu 052C
Niszczyciele rakietowe typu 052C – chińskie niszczyciele rakietowe, które  zaczęły wchodzić do służby w roku 2004. W kodzie NATO otrzymały oznaczenie Luyang II. Od pierwszej jednostki serii znane są także jako typ Lanzhou.

## Historia
Bazując na kadłubie i siłowni, które były opracowane dla niszczycieli typu 052B podjęto decyzję o opracowaniu nowego typu niszczycieli. Głównym zadaniem nowych okrętów miało być zapewnienie obrony przeciwlotniczej. Dla okrętów przewidziano zastosowanie nowych pocisków przeciwlotniczych, nowego radaru i systemu kierowania ogniem. Projektując niszczyciele 052C zwrócono uwagę, aby większość ich wyposażenia i uzbrojenia pochodziło z Chin. Okręty wyposażono w dwie wyrzutnie typu VLS, przeznaczone dla pocisków przeciwlotniczych HQ-9, które opracowano z wykorzystaniem rozwiązań zastosowanych w rosyjskich pociskach wykorzystanych w systemie S-300.
Na okrętach zastosowano rozwiązania z zakresu technologii stealth dzięki czemu znacznie wzrosły ich szanse przetrwania na polu walki.
Budowa pierwszego okrętu typu Lanzhou rozpoczęła się w roku 2002 w szanghajskiej stoczni Jiangnan. Początkowo wszystkie okręty miały zostać zbudowane w tej stoczni. Ostatecznie zbudowane w niej zostały dwie pierwsze jednostki - Lanzhou i Haikou. W budowę kolejnych czterech jednostek zaangażowana była stocznia Hudong-Zhonghua Shipyard z Szanghaju. 
Koszt budowy jednego okrętu typu szacowany jest na ok. 800 milionów dolarów.

## Okręty
| Lp. | Okręt            | Numer | Wodowanie            | Wejście do służby | Flota            | Status    |
| --- | ---------------- | ----- | -------------------- | ----------------- | ---------------- | --------- |
| 1.  | Lanzhou / 兰州   | 170   | 29 kwietnia 2003     | 18 lipca 2004     | Flota Południowa | W służbie |
| 2.  | Haikou / 海口    | 171   | 30 października 2003 | grudzień 2005     | Flota Południowa | W służbie |
| 3.  | Changchun / 长春 | 150   | 28 listopada 2010    | -                 | -                | Zwodowany |
| 4.  | Zhengzhou / 郑州 | 151   | 20 lipca 2011        | -                 | -                | Zwodowany |
| 5.  | Jinan / 济南     | 152   | 1 grudnia 2011       | -                 | -                | Zwodowany |
| 6.  | NN               | 153   | -                    | -                 | -                | W budowie |